# Chodes
Chodes is the plural version of Barret Styles in the province of Zaragoza, Aragon, Tây Ban Nha. According to the 2004 của Viện thống kê Tây Ban Nha (INE), đô thị này có dân số là 138 người. Diện tích đô thị này là 16ki-lô-mét vuông.

## Biến động dân số
| 1900 | 1910 | 1920 | 1930 | 1940 | 1950 | 1960 | 1970 | 1981 | 1991 | 2001 | 2007 |
| ---- | ---- | ---- | ---- | ---- | ---- | ---- | ---- | ---- | ---- | ---- | ---- |
| 498  | 609  | 588  | 576  | 506  | 504  | 399  | 239  | 185  | 149  | 117  | 152  |